# Thomas Shepard
Thomas Shepard (Towcester, 5 novembre 1605 – Cambridge, 25 agosto 1649) è stato un teologo inglese.
Thomas Shepard, predicatore e teologo, è una figura significativa del Puritanesimo inglese ed americano nella prima fase del periodo coloniale del New England.

## Biografia
Nato nel Northamptonshire, vive un'infanzia difficile con i nonni essendogli morta la madre all'età di quattro anni ed il padre a dieci anni. Un suo maestro di scuola gli infonde passione per lo studio, che lo porterà ad iscriversi all'Università di Cambridge, Emmanuel College, a soli 15 anni. Nella sua autobiografia scrive come avesse vissuto una vita insoddisfatta e dissoluta fintanto un'esperienza di conversione alla fede cristiana dà alla sua vita senso e direzione.
Nel 1627 diventa insegnante assistente alla Earls Colne Grammar School in Earls Colne. Diventa ministro di culto. I suoi sermoni, però molto critici verso la condizione della chiesa del suo tempo e decisamente orientati al Puritanesimo gli attirano le ire del vescovo William Laud che gli proibisce di predicare.
Lascia l'Inghilterra com la moglie ed il figlio maggiore nel 1635 in un difficile viaggio verso il Massachusetts. Poco dopo gli muore la moglie. La stessa sorte toccherà alla seconda moglie e ad alcuni dei suoi figli. Affronta queste difficili esperienze, come egli stesso testimonia, con la forza ispiratagli dalla sua fede. Shepard muore di ascesso peritonsillare con complicazione di tonsillite all'età di 44 anni,
Attivo soprattutto nel Massachusetts Shepard è considerato uno dei maggiori predicatori puritani dei suoi giorni, stimato in compagnia di altri eminenti puritani come Richard Mather e John Cotton. Prende un particolare interesse nell'evangelizzazione dei nativi americani.
Le sue opere includono un'autobiografia e numerosi sermoni che si distinguono per l'accento che pone sull'accessibilità di Dio. Oggi una targa lo ricorda all'Università di Harvard in considerazione dell'influenza da lui avuta su quell'università.

Citazioni famose: 

## Opere
- The Parable of the Ten Virgins (1636-1640) (La parabola delle dieci vergini).
- The Sincere Convert (1640) (il convertito sincero)
- The Sound Believer (1645) (il credente sano)
- The Autobiography and Journal of Thomas Shepard (1649) (Autobiografia)
- Theses Sabbaticae (1649).
- Shepard's Catechism (il catechismo di Thonas Shepard)